# Bird Brewery
Bird Brewery is een Nederlandse brouwerijhuurder die in 2016 is opgericht door Ralph van Bemmel en Rik van den Berg. Het bedrijf is gevestigd in Diemen, Noord-Holland. Bird Brewery staat bekend om zijn diverse bieren met vogelthema's en zijn inzet voor duurzaamheid.

## Geschiedenis

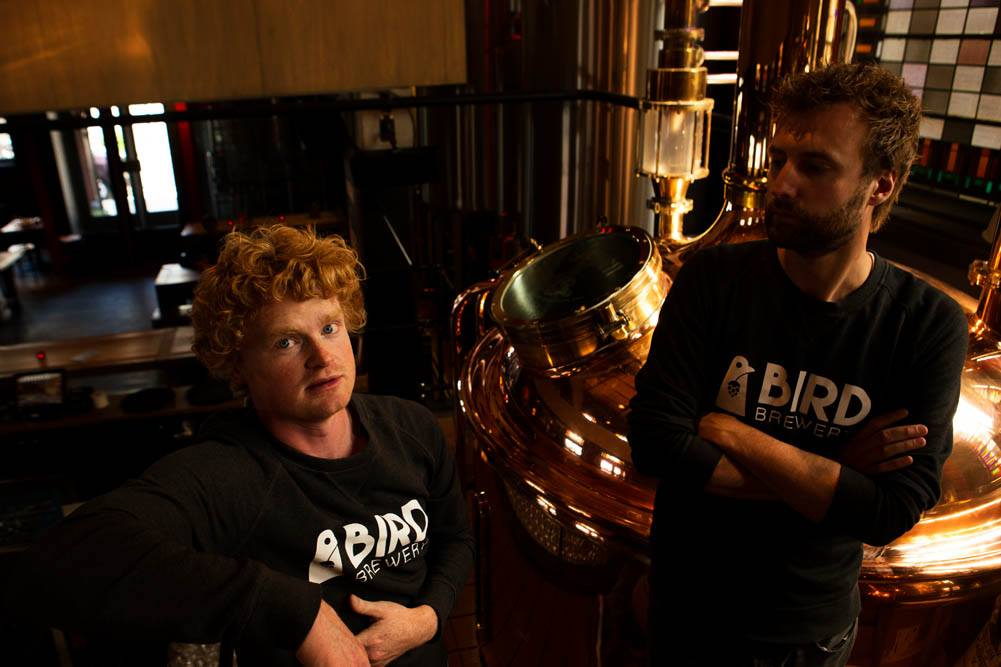
Oprichters Ralph van Bemmel (links) en Rik van den Berg (rechts) naast een brouwketel.

Bird Brewery is in 2016 officieel opgericht door biersommeliers Rik van den Berg en Ralph van Bemmel. De twee leerden elkaar kennen tijdens een opleiding tot bierbrouwer en ontdekten hun gedeelde passie voor vogels. Hun eerste bier, Rumoerige Roodborst, was direct een succes en werd verkozen tot een van 's werelds beste Amber Ales op Ratebeer.
Bird Brewery heeft in de daaropvolgende jaren een snelle groei doorgemaakt. In 2020 opende ze een eigen proeflokaal in het Diemerbos, een natuurgebied in de gemeente Diemen. In 2023 opende Bird Brewery een tweede proeflokaal, "House of Bird Kwintelooijen," in het Nationaal Park Utrechtse Heuvelrug.

## Bieren

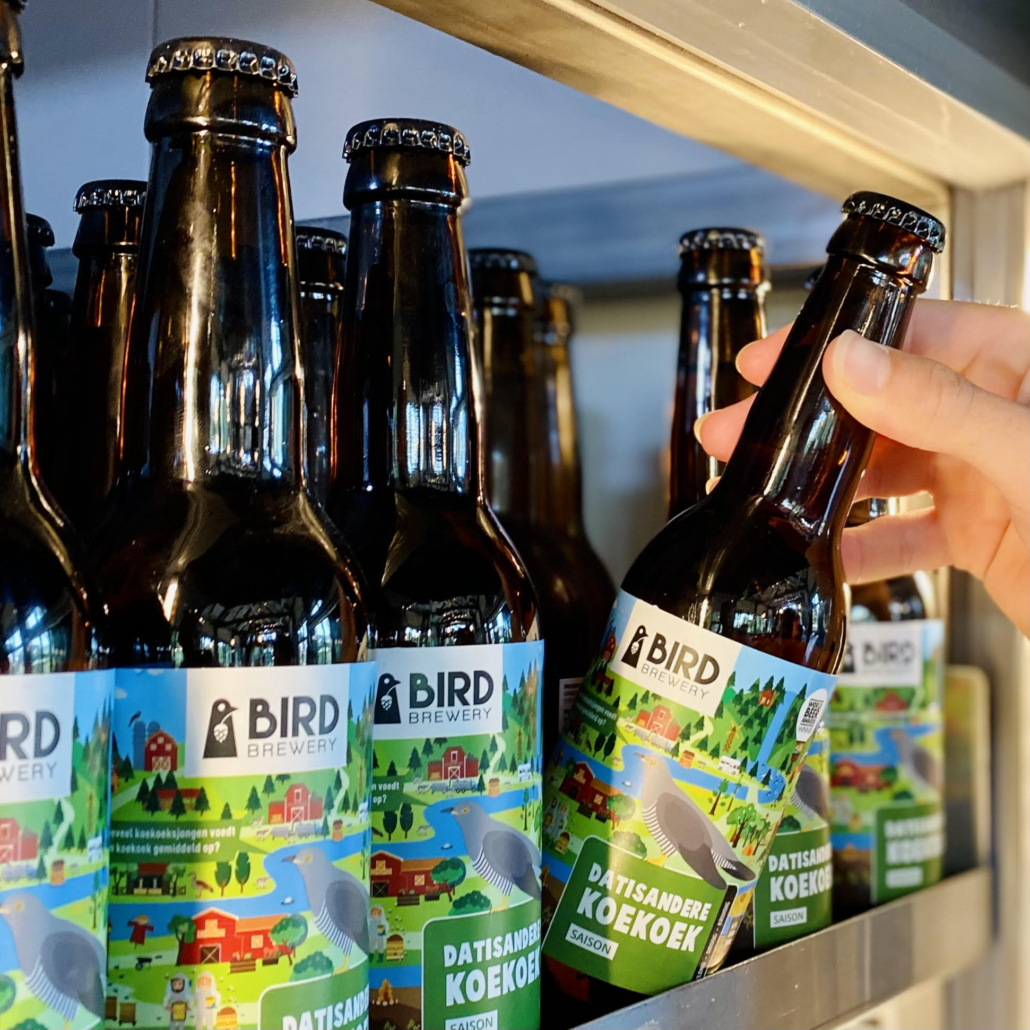
Een aantal flessen Datisandere Koekoek

Bird Brewery biedt een breed assortiment aan bieren, waaronder specials en eenmalige edities, waarvan de namen verwijzen naar vogels. Het bedrijf brouwt zelf geen bier, maar maakt gebruik van de brouwfaciliteiten van onder andere Brouwerij Kees en Jopen Bier.
Het reguliere assortiment van Bird Brewery bestaat uit:
- Apres Kievit, Strong English Style Brown Ale
- Datisandere Koekoek, saison
- Fuut Fieuw, session IPA
- Joehoe, lentebok
- Lekkerinde Kauw, herfstbok
- Nog Eendje, blond
- Nognietnaar Huismus, American Brown Ale
- Non Alk, alcoholarm White IPA
- Rumoerige Roodborst, Amber IPA
- Vink Heerlijk, IPA met rogge
- Zwaanzinnig, witbier

## House of Bird
In 2018 won Bird Brewery een pitch van Staatsbosbeheer voor een eigen proeflokaal in het Diemerbos. Het proeflokaal, House of Bird, opende op 1 juni 2020, mede mogelijk gemaakt door een crowdfundingcampagne die in 2018 ruim 625.000 euro opleverde. In december 2023 volgde een tweede vestiging in Kwintelooijen, gelegen in Nationaal Park Utrechtse Heuvelrug. Beide locaties combineren speciaalbier met een focus op natuur en duurzaamheid.
De vestiging in het Diemerbos is ontworpen in de vorm van een vogelhuis en biedt naast speciaalbier ook maaltijden met lokale producten. Er is een vogelbibliotheek, een terras en een "Brouwlab" waar nieuwe bieren worden ontwikkeld. De locatie in Kwintelooijen sluit aan op dit concept en biedt een vergelijkbaar aanbod.

## Evenementen
Bird Brewery organiseert regelmatig activiteiten, vaak bij House of Bird, waaronder workshops, proeverijen, natuurexcursies en festivals. Ook werden er vogelsafari's georganiseerd in samenwerking met Vogelbescherming Nederland.

### Festivalk
Festivalk is een jaarlijks bierfestival dat plaatsvindt bij House of Bird in het Diemerbos sinds 2022. Het evenement vindt plaats in de zomermaanden en combineert bierproeverijen met live muziek en de aanwezigheid van foodtrucks. In 2024 werd het festival verdeeld in meerdere kleinere edities, verspreid over de zomer. Festivalk is gratis toegankelijk voor bezoekers en richt zich op het presenteren van bieren van Bird Brewery.

### Bocktoberfest
Bocktoberfest was een eendaags bierfestival dat plaatsvond in oktober bij House of Bird in het Diemerbos. Het evenement stond in het teken van de start van het bokbierseizoen en bood bezoekers de gelegenheid om verschillende bokbieren te proeven. De eerste editie van Bocktoberfest vond plaats op 1 oktober 2022, en de laatste editie werd gehouden op 6 oktober 2023.

## Duurzaamheid
Duurzaamheid is een belangrijk onderdeel van de filosofie van Bird Brewery. De brouwerij werkt samen met horecazaken, de zogenaamde "Groene Nesten", om bomen te planten. Voor elke liter bier die bij deze Groene Nesten wordt verkocht, plant Bird Brewery een boom. Dit initiatief werd in 2019 gestart met de ambitie om 10.000 bomen te planten, maar in datzelfde jaar werden er al meer dan 50.000 bomen geplant.
In 2023 kocht Bird Brewery 62.500 m² natuurgebied in Colombia aan met de opbrengst van hun Hummingbrew Hoppy White bier, in samenwerking met natuurorganisatie IUCN NL.
In oktober 2023 lanceerde de brouwerij het bier Kaketoekomst, waarvan de opbrengst werd gebruikt om samen met Club Kakatua een vuilnisbarrière op Bali te realiseren.

## Erkenning

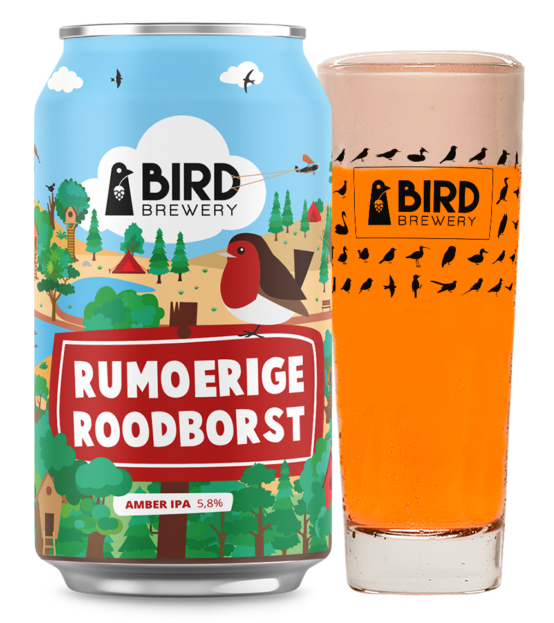
Rumoerige Roodborst

Sinds de oprichting in 2016 heeft Bird Brewery nationale en internationale erkenning verworven met prijzen en nominaties voor zijn bieren. Tijdens de World Beer Awards 2017 werd de brouwerij bekroond met de titel ‘Country Winner’ in vijf categorieën, waaronder voor hun bieren Rumoerige Roodborst (Amber), Datisandere Koekoek (Saison), Datsmaaktnaar Meerkoet (Experimental), Nognietnaar Huismus (American Brown Ale), en Mr. Cacaotoe (Flavoured Stout/Porter). In 2019 was Bird Brewery een van de grote winnaars en behaalde zeven prijzen, met onder andere Fuut Fieuw (Session), Vink Heerlijk (American Style IPA), en Apres Kievit (English Style Brown Ale | Strong).
In 2018 ontving Bird Brewery drie medailles tijdens de Dutch Beer Challenge: Fuut Fieuw won brons in de categorie ‘Amber Ale: Pale Ale / Speciale Belge,’ Vink Heerlijk ontving een "Certificate of Excellence" in de categorie ‘Amber Ale: IPA,’ en Nognietnaar Huismus behaalde goud in de categorie ‘Donker: Licht Donker.’ Bird Brewery werd dat jaar ook erkend als een van de twee meest succesvolle microbrouwerijen in deze competitie.
Op het platform Ratebeer kreeg het eerste bier van Bird Brewery, Rumoerige Roodborst, erkenning als een van ’s werelds beste Amber Ales. Hun proeflokaal ‘House of Bird’ in het Diemerbos werd in 2021 genomineerd voor de Entree Award in de categorie ‘Best All Day Concept’.